# Laura Ruzgutė
Laura Ruzgutė (* 9. Oktober 1997 in Vilnius) ist eine litauische Fußballnationalspielerin.

## Karriere

### Im Verein
Ruzgutė startete ihre Karriere beim MFK Žalgiris Vilniaus, wo sie im Alter von nur 14 Jahren, am 18. Juni 2011 ihr Seniordebüt für MFA Žalgiris gegen Visagino SC gab. Sie stand insgesamt fünf Jahre in der ersten Mannschaft von Žalgiris, die zwischendrin die Sponsor-Namen MFA Žalgiris-Ainiai und MFA Žalgiris Vilnius getragen haben. Seit Winter 2016 steht sie in der sechstklassigen englischen West Midlands Regional Women’s Football League, bei Leamington Lions Ladies FC unter Vertrag.

### Nationalmannschaft
Ruzgutė spielt seit 2016 für die Litauische Fußballnationalmannschaft der Frauen und nahm im Februar 2016, erstmals am Aphrodite Cup in Zypern teil. Beim Aphrodite Cup feierte sie am 10. März 2016 gegen Malta ihr A-Länderspieldebüt. Im März 2017 nahm sie zum zweiten Mal für die Litauische Fußballnationalmannschaft der Frauen beim Aphrodite Cup in Zypern teil. Zuvor spielte sie bereits sechs Spiele für die U-19 und drei Länderspiele für die U-17 von Litauen.